# Ceratina chinensis
Ceratina chinensis är en biart som först beskrevs av Wu 1963.  Ceratina chinensis ingår i släktet märgbin, och familjen långtungebin. Inga underarter finns listade i Catalogue of Life.